# Janne Ahonen
Janne Petteri Ahonen (finskt uttal: [ˈjɑnːe ˈpetːeri ˈɑhonen]; ofta kallad Kuningaskotka), född 11 maj 1977 i Lahtis i Finland, är en finländsk för detta backhoppare. Han har tävlat för Lahden Hiihtoseura. Ahonen är sin generations mest framgångsrika backhoppare. Han blev historisk i januari 2008, då han vann Tysk-österrikiska backhopparveckan sammanlagt för femte gången.

## Karriär

### Världscupen
I världscupen började Ahonen tävla som 15-åring år 1992. Ett år senare, 19 december 1993, vann han sin första deltävling i världscupen, i Engelberg i Schweiz. Ahonen tävlade hela 18 säsonger i världscupen. Han blev tvåfaldig vinnare av världscupen totalt, säsongerna 2003/2004 och 2004/2005. Janne Ahonen har 36 segrar i deltävlingar i världscupen (bara Adam Małysz (38 segrar) och Matti Nykänen (46 segrar) har flera delsegrar i världscupen). Säsongen 2004/2005 vann han världscupen och segrade i 12 deltävlingar på en enda säsong, ett rekord som Österrikes Gregor Schlierenzauer slog först säsongen 2008/2009. Den sista delsegern i världscupen kom 4 mars 2008 i Kuopio. Ahonen har 10 topp-5 placeringar sammenlagt i världscupen. Han har deltagit i 330 deltävlingar i världscupen och har 102 pallplaceringar.

### Tysk-österrikiska backhopparveckan
Janne Ahonen är den ende backhopparen som vunnit den Tysk-österrikiska backhopparveckan fem gånger (1998/1999, 2002/2003, 2004/2005, 2005/2006 och 2007/2008). Han blev därigenom historisk. Ingen annan har 5 segrar i backhopparveckan. Ahonen anser själv det som sin största bedrift och är nöjd över att han passerat barndomsidolen Jens Weissflog, Östtyskland i statistiken.

### Skid-VM
Janne Ahonen har vunnit 5 guldmedaljer i världsmästerskapen i backhoppning. I Thunder Bay 1995 vann han guld i lagtävlingen tillsammans med det finländska laget (Jani Soininen, Janne Ahonen, Mika Laitinen och Ari-Pekka Nikkola), 6,5 poäng före Tyskland. I VM 1997 i Trondheim, vann Ahonen lagtävlingen igen med sina lagkamrater från förra VM, nu 50,3 poäng före Japan. Han vann även en guldmedalj i normalbacken, 5 poäng före japanen Masahiko Harada. 
I VM på hemmaplan i Lahtis 2001 lyckades inte Ahonen vinna nya guldmedaljer, med vann två silvermedaljer i lagtävlingarna (2 poäng efter Österrike i K90-backen och 39,6 poäng efter Tyskland i stora backen - K116). han tog också en bronsmedalj i den individuella tävlingen i stora backen, efter Martin Schmitt, Tyskland och Adam Małysz, Polen. I VM i Val di Fiemme 2003 vann han igen en guldmedalj i laghoppningen, före Japan. I VM i Oberstdorf 2005 tog Janne Ahonen medalj i 3 tävlingar. Han vann i stora backen före Roar Ljøkelsøy, Norge, tog silver i lagtävlingen i stora backen (14,4 poäng efter Österrike) och vann en bronsmedalj i normalbacken.
I Världsmästerskapen i nordisk skidsport 2017 kom han på en 25:e plats i normalbacken och 23:e plats i stora backen.
Han var bästa finländare i båda tävlingarna.
I oktober 2018 meddelade Ahonen att han för tredje gången avslutar sin hopparkarriär.

### Olympiska spelen
I Olympiska spelen har Janne Ahonen två silvermedaljer, båda i lagtävlingar. I OS 2002 i Salt Lake City kom det finska laget ett tiondedels poäng (minsta möjliga marginal) efter tyskarna och i OS 2006 i Torino var österrikarna lite för starka för det finländska laget. Janne Ahonen var med i det finländska laget vid lagtävlingarna i OS 1994 i Lillehammer och i OS 1998 i Nagano och tog två femteplatser. I OS 2010 i Vancouver fick Ahonen en fjärdeplats i normalbacken, men blev inte uttagen till det finländska laget i laghoppning. (Laget tog en fjärdeplats.)

### VM i skidflygning
Janne Ahonen var också en duktig skidflygare. I Världsmästerskapen i skidflygning vann han två individuella silvermedaljer (i Kulm 1996 och i Planica 2004) och 3 silvermedaljer i lagtävlingar (i Planica 2004, Kulm 2006 och Oberstdorf 2008). Han har även brons från VM i skidflygning i Vikersund 2000 och i Oberstdorf 2008, båda i individuella tävlingar. Ahonens längsta backhopp kom i Planica 2008 och mätte hela 233,5 meter.

### Andra tävlingar
Janne Ahonen har 4 guldmedaljer från junior-VM, 2 från Harrachov 1993 och 2 från Breitenwang i Österrike. Han är finländsk mästare 4 gånger (2008 i normalbacke, 2009 i stora backen och i lagtävlingen, 2010 i lagtävling) och har även en silvermedalj från 2010 i normalbacken. Ahonens längsta backhopp kom i Planica 2008 och mätte hela 233,5 meter.
26 mars 2008 berättade Janne Ahonen att han tänkte avsluta sin backhoppningskarriär. Ett år senare, den 8 mars 2009, berättade Janne Ahonen att han hade bestämt sig för att göra en comeback för säsongen 2009-2010. Den 13 mars 2011 avslutade Janne Ahonen sin aktiva karriär. Sista hoppet gjorde han i backen i Lahtis, i vilken han gjorde sitt första hopp under säsongen 1991/1992. 
I januari 2013 berättade Ahonen att han följande säsong skulle göra en andra comeback med tysk-österrikiska backveckan och olympiska spelen som mål. En guldmedalj i olympiska spelen var vad som fattades i hans prisskåp.

## Utmärkelser
I december 2005 blev Janne Ahonen vald till Finlands främste idrottsman. Han tilldelades Holmenkollenmedaljen 2011 tillsammans med Andrea Henkel, Ole Einar Bjørndalen och Michael Greis.

## Dragracing
Janne Ahonen har också tävlat i dragracing. Inom sporten har han bland annat tagit brons i finländska mästerskapen 2003. Han blev finländsk och nordisk mästare i sporten 2004. Under tävlingssäsongen 2005 tog han silver i finländska mästerskapen. Han blev också nordisk mästare 2005.
Under 2012 ska Janne Ahonen köra EM-Serien i dragracing. Han kommer att köra i den snabbaste klassen som heter Top Fuel.

## Privatliv
Janne Ahonen är gift med Tiia Monica Ahonen (född: Jakobsson) och har två söner, Mico (född 2001) och Milo (född 2008). Familjen bor i Karjusaari vid Lahtis. Janne Ahonen är bror till Pasi Ahonen, som också är backhoppare.